# Waldemar Cisoń
Waldemar Cisoń (ur. 31 lipca 1966 w Chełmży) – polski żużlowiec.
Sport żużlowy uprawiał w latach 1984–1994 w barwach klubów: Apator Toruń (1984), GKM Grudziądz (1986), Polonia Bydgoszcz (1987–1991), Polonia Piła (1992–1993) oraz Start Gniezno (1994).
Trzykrotny medalista drużynowych mistrzostw Polski: srebrny (1987) oraz dwukrotnie brązowy (1988, 1990). Srebrny medalista młodzieżowych mistrzostw Polski par klubowych (Leszno 1987). Brązowy medalista młodzieżowych drużynowych mistrzostw Polski (Gorzów Wielkopolski 1987). Finalista młodzieżowych indywidualnych mistrzostw Polski (Gorzów Wielkopolski 1987 – IX miejsce). 
Od sezonu 2022 trener żużlowców Polonii Piła.